# اورت برادلی
اورت برادلی (انگلیسی: Everett Bradley؛ ۱۹ مه ۱۸۹۷ – July 25, 1969 (aged 72)) ورزشکار دو و میدانی اهل ایالات متحده آمریکا بود.
وی در مسابقات کشوری و بین‌المللی در مجموع برندهٔ ۱ مدال نقره شده‌است.